# EE Pegasi
EE Pegasi eller HD 206155 är en trippelstjärna belägen i den södra delen av stjärnbilden Pegasus. Den har en kombinerad skenbar magnitud av ca 6,96 och kräver åtminstone en kraftig handkikare för att kunna observeras. Baserat på parallax enligt Gaia Data Release 3 på ca 6,91 mas, beräknas den befinna sig på ett avstånd på ca 472 ljusår (145 parsek) från solen. Den rör sig närmare solen med en heliocentrisk radialhastighet på ca -23 km/s.

## Egenskaper
Primärstjärnan EE Apodis A är en vit till blå stjärna av spektralklass A3m. Den har en massa som är lika med ca 2,2 solmassor, en radie som är ca 2,1 solradier och utsänder energi från dess fotosfär motsvarande ca 53 gånger solen vid en effektiv temperatur av ca 8 300 K.

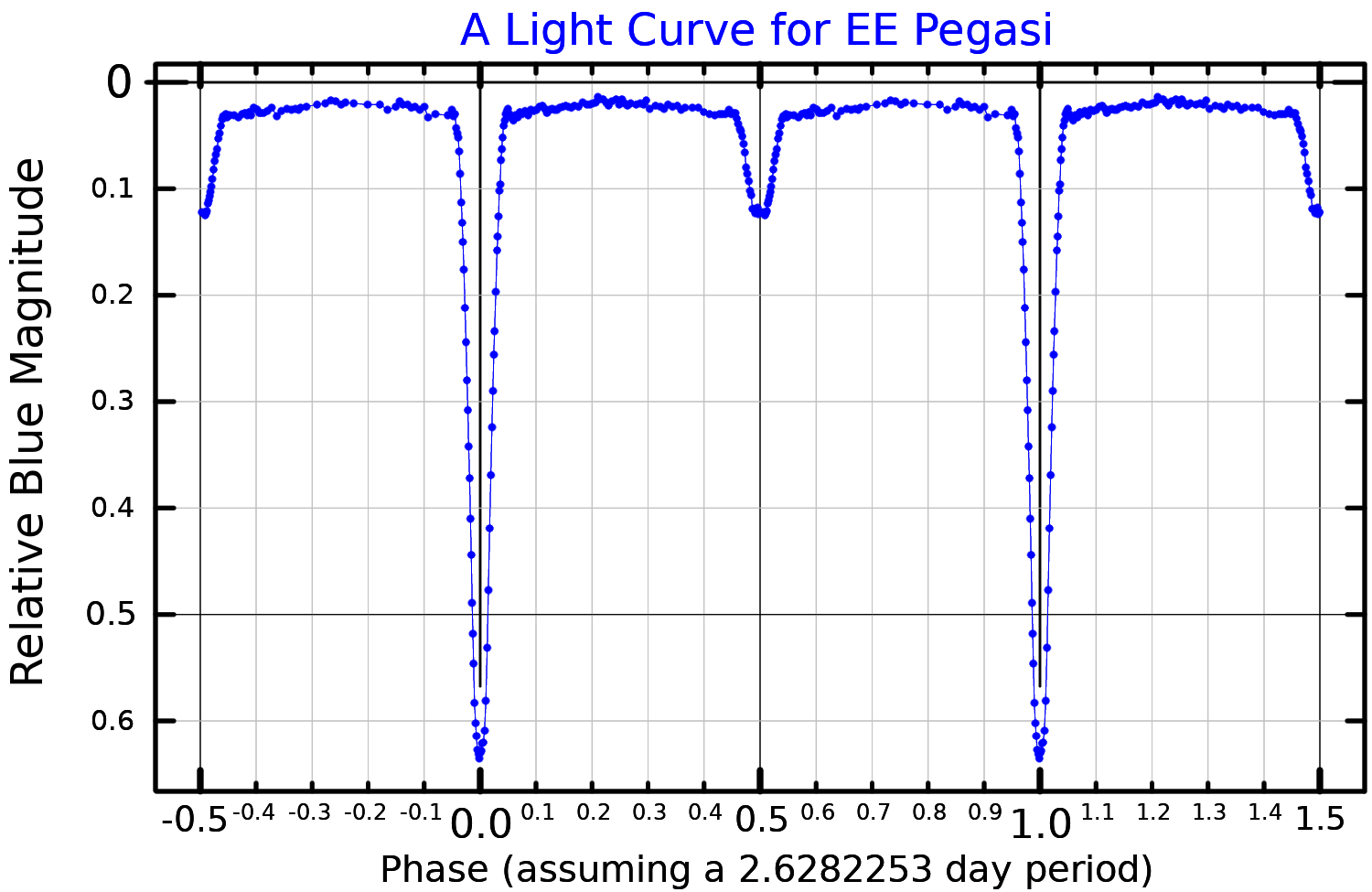
Ljuskurva i blåa bandet för EE Pegasi anpassad från data publicerade av Ebbinghausen (1971)

EE Pegasi visades vara en förmörkande dubbelstjärna av den tyska astronomen Cuno Hoffmeister 1935 och har sedan dess varit föremål för flera studier. Paret kretsar nära varandra med en period på 2,628 dygn. Primärstjärnan av magnituden 7,09, är en Am-stjärna. Följeslagaren, EE Pegasi B, är en vit till gul stjärna i huvudserien av spektralklass F5 V med en skenbar magnitud av 9,40. En andra följeslagare är en mindre orange eller röd dvärg som kretsar runt huvudparet med en omloppsperiod av 4,01 år.